# Stoke Abbott
Stoke Abbott is een civil parish in West Dorset, op 3 km van Beaminster. De plaats telt 209 inwoners (2001) en heeft veel tweede verblijven. De oudste nog bewaarde woning dateert van 1613, met heel wat gebouwen van de 18e eeuw. De kerktoren werd op 8 december 1828 getroffen door een blikseminslag en nadien deels in een andere stijl herbouwd.
Stoke Abbott ligt in de vallei, deels omgeven door drie van de hoogste heuvels van Dorset, Waddon Hill in het noorden, Gerrards Hill in het noordwesten en Lewesdon Hill (hoogte 279 m, relatieve hoogte 185 m) in het westen.